# おさかなペンギン
おさかなペンギンとは、声優の井上喜久子と岩男潤子による音楽ユニット。ユニット名の由来は、前世はおさかな（マンボウ）と信じている井上喜久子と緊張すると手がペンギンのようになる岩男潤子のユニットということから。
長らく活動休止状態だったが、2006年5月4日のあっとまんぼう祭2006に11年ぶりに登場した。そして4年ぶりに2010年12月31日のキングラン アニソン紅白2010 supported by スカパー!に登場した 。

## CD
- アニメ雑誌の編集は3日やったらやめられない/おさかなペンギンのテーマ(OSAKANA-Mix)（1995年7月5日）
- おさかなペンギンCD（1995年7月21日）
  - お菓子なパラダイス
  - 優しい My Home Town
  - スローな恋の物語 ～made in love～
  - うたえる惑星があるなら行くの
  - 銀河のレジェンド
  - おさかなペンギンのテーマ(PENGIN-Mix)

## ビデオ
- おさかなペンギンTV（VHS、LD）